# کیوباشی

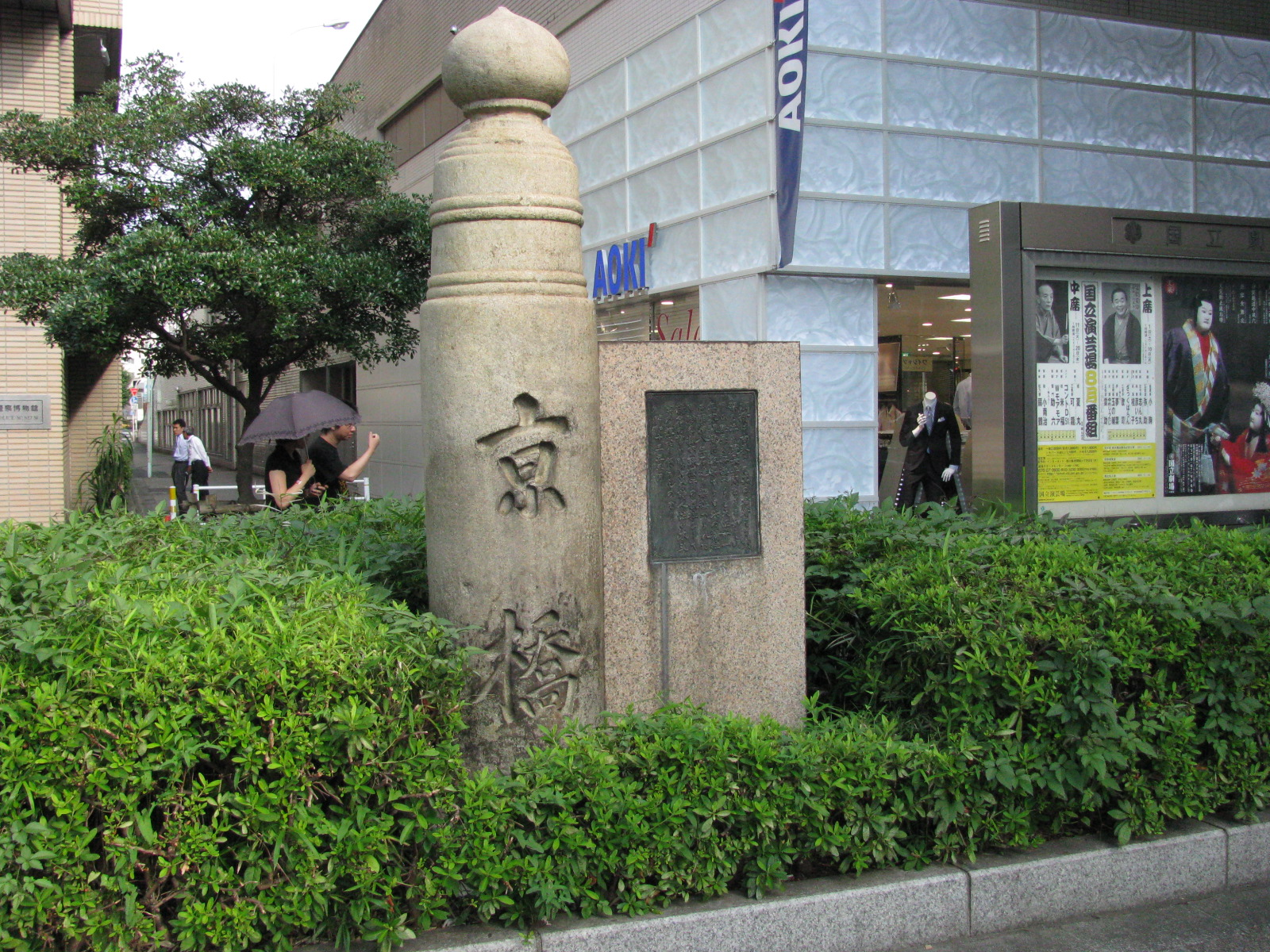
کیوباشی

کیوباشی (به ژاپنی: 京橋 Kyōbashi) یکی از محله‌های توکیو پایتخت ژاپن است که در منطقهٔ چوئو واقع شده‌است. موزه بریجستون در این محله قرار دارد.

## ایستگاه راه‌آهن
- متروی توئی، خط آساکوسا، ایستگاه کیوباشی
- متروی توکیو، خط گینزا، ایستگاه تاکاچو A 12